# Rosa Brook
Rosa Brook is een plaats in de regio South West in West-Australië.

## Geschiedenis
Nadat in 1924 het Group Settlement Scheme nr.22 in de streek rondom Margaret River werd gevestigd, stichtte de overheid er in 1925 het dorp Mowen. Het dorp werd later tot Rosa Brook omgedoopt. De 'Rosa Brook School' werd er in 1925 opgestart voor de kinderen van 'Group nr.22' en 'Group nr.77'.
In de jaren 1930 werd in Rosa Brook een afdeling van de Country Women's Association of Western Australia opgericht. Na de Tweede Wereldoorlog vestigden zich middels Soldier Settlement Schemes teruggekeerde soldaten in de streek. In de jaren 1940 trachtten boeren in de streek tabak te telen. Toen in de jaren 1950 bleek dat dit niet rendabel was schakelden ze over op groenten, fruit of op melkrunderen.
In 1954 sloot de 'Rosa Brook School' waarna het schoolgebouw verder als gemeenschapszaal dienst deed.

## Beschrijving
Rosa Brook maakt deel uit van het lokale bestuursgebied (LGA) Shire of Augusta-Margaret River, waarvan Margaret River de hoofdplaats is.
In 2021 telde Rosa Brook 216 inwoners, tegenover 422 in 2006.
De plaats heeft een gemeenschapszaal en een winkel die sinds 1932 door de familie Darnell wordt opengehouden.

## Ligging
Rosa Brook ligt 265 kilometer ten zuidzuidwesten van de West-Australische hoofdstad Perth, 50 kilometer ten noorden van Augusta en 15 kilometer ten oosten van het aan de Bussell Highway gelegen Margaret River.
De toeristisches autoroutes 'Southern Backroads Trail' en 'Small Family Winery Trail' doen Rosa Brook aan.

## Klimaat
De streek kent een gematigd mediterraan klimaat met koel vochtige winters en hete droge zomers. Er valt jaarlijks tussen 850 en 1.200 mm neerslag.